# Andmatmott
Andmatmott (Catalclysta lemnata) är en nattfjäril som använder andmatväxter som värdväxter för sina larver.